# Bombonina
Bombonina (Bombonin-a in piemontese) è una frazione di 792 abitanti del comune di Cuneo situata a 5.4 km dal capoluogo in direzione Est.
Si tratta di un piccolo centro abitato circondato da molto terreno agricolo in cui sorgono alcuni antichi cascinali quali Tetto Forfice, Torre Bava, Torre Acceglio Sottano e Cascina Bombonina con la torre.

## Storia
In origine, nel 1300, si chiamava Mombonina, dal nome della famiglia De Mombonino che l'aveva costruita. 
Oriundi dell’astigiano essi ebbero un ruolo molto importante nella città di Cuneo.
Venuti dalla lontana Asti, acquistarono terre e boschi sulla riva destra dello 
Stura e vi edificarono i primi casali, costruendo a difesa un piccolo castello con torre di vedetta.
Nel 1400 i poderi della famiglia furono acquistati da Paganino Dal Pozzo. Costui, di nobile famiglia alessandrina, prese in appalto dal governo dei Savoia il trasporto del sale da Nizza al Piemonte. Acquistata la Bombonina fece costruire edifici utili all'agricoltura e ingrandì la torre.
In seguito, dopo molte traversie, le proprietà passarono ai marchesi di Busca e ai Varulfi e, successivamente, ad una famiglia cuneese dei Tarocchi.
Infine venne acquistata dal conte di Canosio e Stroppo.

## Chiesa

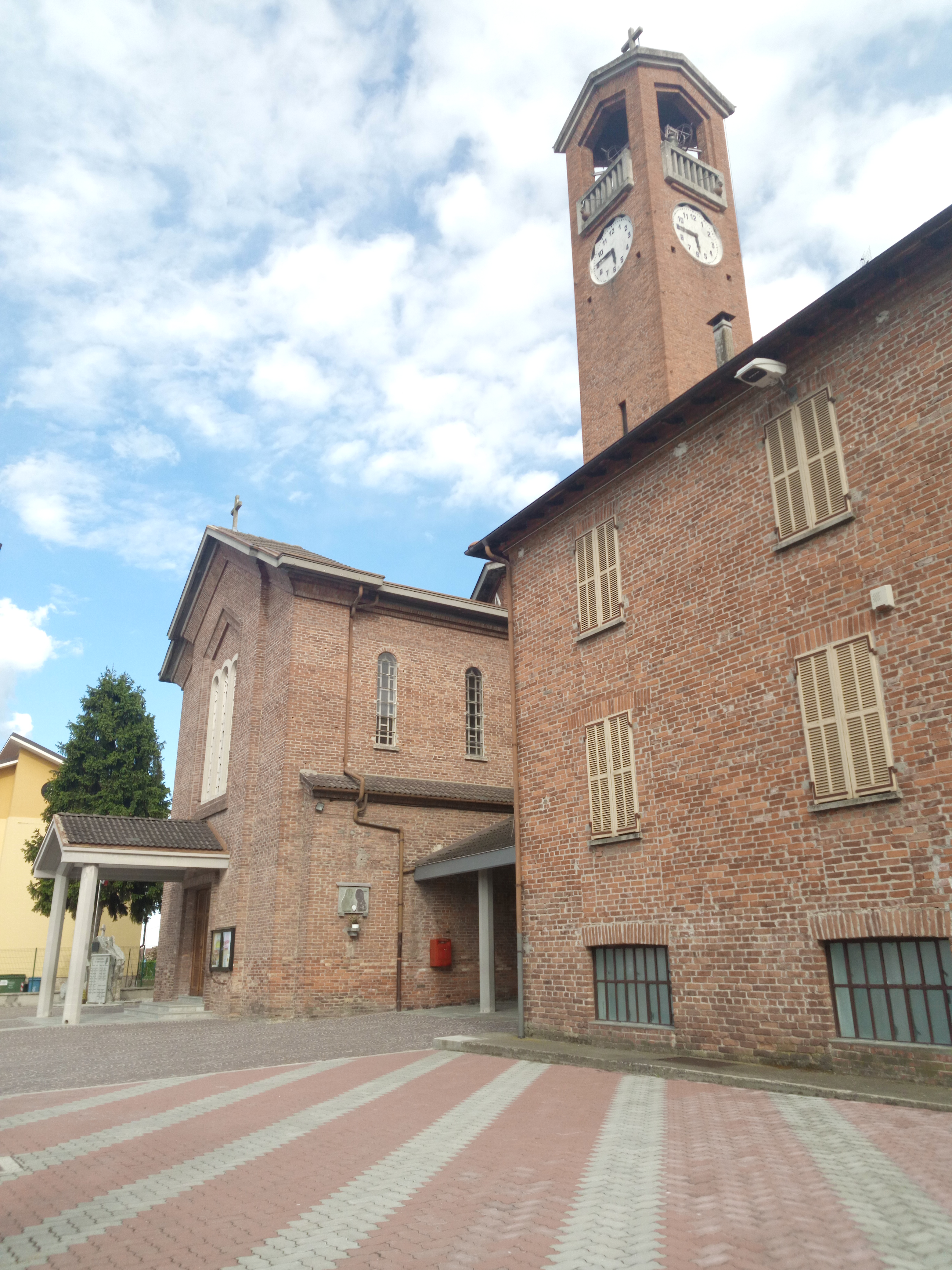
La chiesa e il campanile di Bombonina

La chiesa di Bombonina venne costruita in un anno e tre mesi.
La prima pietra fu posata il 3 aprile 1955 e l'inaugurazione avvenne nel giugno del 1956.
La chiesa è in moderno stile romanico, con pianta a croce latina.

## Parco Fluviale
Bombonina fa parte del Parco Fluviale Gesso e Stura del Comune di Cuneo. Infatti, proprio sulle rive del fiume, si estendono vari percorsi che da Madonna delle Grazie raggiungono l'abitato di Castelletto Stura passando per Bombonina.